# ويليام نيلسون (سياسي أمريكي)
ويليام نيلسون (بالإنجليزية: William Nelson)‏ هو سياسي أمريكي، ولد في 1711 في الولايات المتحدة، وتوفي في 19 نوفمبر 1772.